# Гай (зупинний пункт)
Гай — пасажирський залізничний зупинний пункт Козятинської дирекції Південно-Західної залізниці розташований на двоколійній, електрифікованій змінним струмом лінії Фастів I — Миронівка.
Розташований у с. Гайок Білоцерківського району між станціями Устинівка та Біла Церква.
На зупинному пункті зупиняються приміські поїзди.